# إيليا أيلين
إيليا أيلين (بالروسية: Илья Ильин)‏ (10 أغسطس 1982 - ) هو لاعب كرة قدم روسي في مركز حراسة المرمى. لعب مع توربيدو موسكو ونادي روتور فولغوغراد ونادي تيومين ‏ وFC Volgar Astrakhan ‏ وFC Rubin-2 Kazan ‏ وFSC Rybinsk ‏ ونادي ينيسي كراسنويارسك ‏ وأسمرال موسكو وأفانجارد كورسك.

## وصلات خارجية
- إيليا أيلين على موقع قاعدة بيانات كرة القدم.إي يو (الإنجليزية)
- إيليا أيلين على موقع Soccerway.com (الإنجليزية)